# ChocQuibTown
ChocQuibTown ist eine kolumbianische stammende Hip-Hop-Band, deren Stil Elemente von Reggae, Funk sowie kolumbianischen Musikrichtungen wie Bunde, Cumbia und Currulao vereint.

## Geschichte
ChocQuibTown gründeten sich 2006 in Quibdó. Noch im gleichen Jahr veröffentlichten sie mit Somos pacífico ihr Debütalbum im Eigenvertrieb. Im folgenden Jahr unterzeichneten sie einen Vertrag mit dem Label Polen Records, bei dem das Album neu aufgelegt wurde.
ChocQuibTown treten mit einer Reihe von Livemusikern auf. Zu ihrem Team gehören:
- Larry Viveros: Tambora, Congas & Marimbaphon
- Alex Sánchez: E-Bass
- Juanpablo Tobón: Gitarre
- Andrés Zea: Schlagzeug
- Edison Farigua: Technik
- Alex Farigua: Technik-Assistent

## Diskografie
Alben
- 2007: Somos pacífico
- 2008: Paris - Bogotá (mit Oxmo Puccino)
- 2008: El bombo
- 2009: Oro
- 2011: Eso es lo que hay
- 2013: Behind the Machine
- 2015: El mismo
- 2018: Sin miedo
- 2020: ChocQuib House (US: Gold (Latin))

Singles (Auswahl)
- 2014: El mar de sus ojos (Carlos Vives feat. ChocQuibTown, US: ×2Doppelplatin (Latin) )
- 2019: Pa olvidarte (MX: ×5Fünffachgold )
- 2019: Pa olvidarte (Remix) (feat. Zion y Lennox, Farruko & Manuel Turizo, US: ×3Dreifachplatin (Latin) )
- 2019: Dosis (mit Dvicio & Reik, MX: Gold)
- 2020: Nada (mit Matisse, MX: Platin)